# Tuatschin

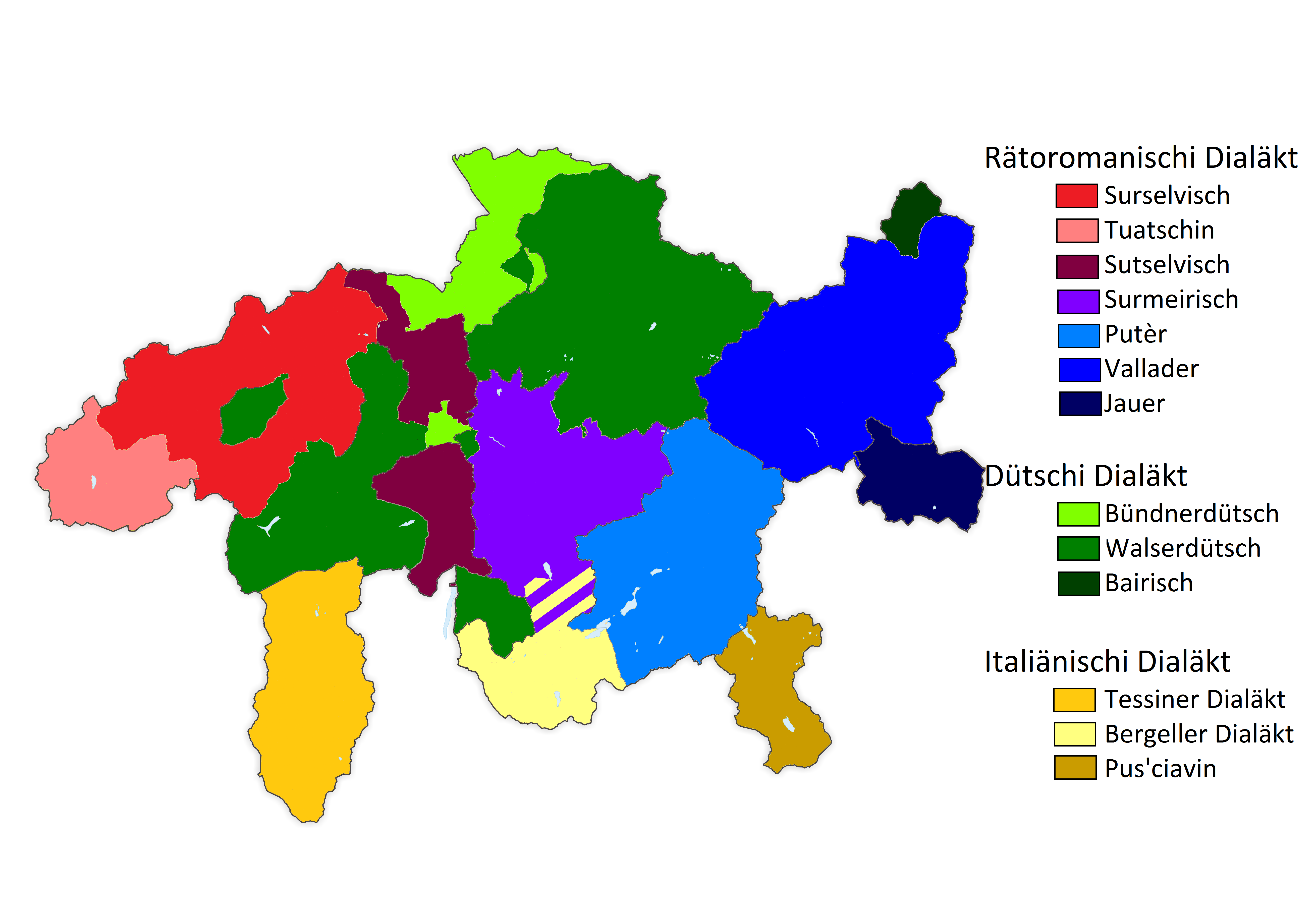
Das Tuatschin rosarot ganz im Westen des Kantons Graubünden

Das Tuatschin (Betonung auf der Schlusssilbe) bezeichnet den rätoromanischen Dialekt innerhalb des sursilvanischen Idioms, der in der oberen Cadi im Kanton Graubünden im Gebiet der Gemeinde Tujetsch und im Val Medel gesprochen wird.

## Besonderheiten
Das Tuatschin hat einige Eigentümlichkeiten des alten Sursilvan bewahrt, bevor dieses Idiom in der Frühen Neuzeit sich weiterentwickelte und auch von den Idiomen Mittelbündens, dem Sutsilvan, dem Surmiran und dem Bargunsegner, absonderte. Dies führte zu dem Umstand, dass das Tuatschin, obwohl geografisch am abgelegensten, eine direktere Verbindung zu den anderen rätoromanischen Idiomen hat als das Sursilvan.

### Diphthongierung
Die besonders markante Betonung der Diphthonge verbindet das Tuatschin sogar mit den engadinerromanischen Idiomen Vallader und Jauer (während das Puter eine ähnliche Diphthongverhärtung bzw. Monophthongierung kennt wie das Sursilvan).

### Sonstiges
Eine weitere Abgrenzung zum Sursilvan ist der durchgängige Zug des Tuatschin zur Palatalisierung.

## Schriftsprache
Das Tuatschin ist Umgangs- und Alltagssprache. Schriftsprache auf seinem Territorium ist hingegen das (Hoch-)Sursilvan.